# Skulestadmoen
Skulestadmoen is een plaats in de Noorse gemeente Voss, provincie Vestland. Skulestadmoen telt 1508 inwoners (2007) en heeft een oppervlakte van 1,32 km².